# Marke (Recht)

Fiktive Wort-Bild-Marke
(Das kleine „SM“-Symbol rechts oben lässt erkennen, dass es sich um eine Dienstleistungsmarke (Service Mark) handelt, die zur Eintragung in einem Markenregister angloamerikanischer Prägung angemeldet ist.)

Als Marke (veraltet auch Warenzeichen und Markenzeichen) wird ein rechtlich geschütztes Zeichen bezeichnet, das dazu dient, Waren, Produkte oder Dienstleistungen eines Unternehmens von konkurrierenden Waren, Produkten oder Dienstleistungen anderer Unternehmen zu unterscheiden. Sie kann auch dazu verwendet werden, ein ganzes Unternehmen oder das Leistungsangebot eines ganzen geographischen Orts (Land, Region, Stadt) eindeutig zu kennzeichnen und von konkurrierenden Unternehmen oder Angeboten abzugrenzen.
Markenrechte sind ähnlich wie Patente und Urheberrechte immaterielle Monopolrechte, oft auch als geistiges Eigentum bezeichnet. Der juristische Begriff der Marke unterscheidet sich von dem der Marke im Marketing. Dort umfasst er nicht nur ein geschütztes Zeichen, sondern auch die Gesamtheit der Eigenschaften eines Wirtschaftsgutes, das mit einem Markennamen in Verbindung steht.

## Begriff

### Etymologie
Das Wort Marke wurde entlehnt vom französischen Wort marque gleicher Bedeutung. Es handelt sich um eine Rückbildung zum Verb marquer 'kennzeichnen', das vom italienischen marcare kommt. Dies ist von marco abgeleitet, das von germanisch *marka- 'Zeichen' (vgl. Mark) entlehnt ist.

### Begriffsgeschichte
Während das Reichsmarkenschutzgesetz von 1874 bereits von einer „Marke“ sprach, prägte der Gesetzgeber in dem Warenbezeichnungsgesetz aus dem Jahre 1894 den Rechtsbegriff „Warenzeichen“. Das Warenzeichengesetz von 1936 hielt an diesem Sprachgebrauch fest. Bei der Umsetzung der Markenrechtsreform in Deutschland am 1. Januar 1995, mit der Einführung des Markengesetzes (MarkenG), wurde im Gesetzestext das Warenzeichen wieder durch die Marke ersetzt, da bereits seit Ende der 1960er Jahre nicht nur Waren, sondern auch Dienstleistungen unter einem geschützten Zeichen vertrieben werden können. Der Begriff des Warenzeichens war jedoch nicht nur deswegen inzwischen zu eng gefasst. Denn auch der Wandel von der bisher schlichteren Bezeichnung einer Ware hin zur „Markierung“ mittels einer wesentlich vielfältiger gewordenen Wiedergabe von Wort, Bild, Form und Ton als Werbeträger waren der Grund für den Wechsel der Bezeichnungen. In der Literatur und im allgemeinen Sprachgebrauch werden die Wörter „Warenzeichen“ und „Marke“ allerdings noch häufig synonym verwendet.

### Definition
Dem Markengesetz zufolge versteht man unter einer Marke ein Zeichen, das dazu dient, Waren und Dienstleistungen eines Unternehmens von denen anderer Unternehmen zu unterscheiden (Herkunftsfunktion, § 3 Abs. 1 MarkenG). Daher umfasst eine Marke immer ein Zeichen und eine Sammlung von Waren oder Dienstleistungen, die durch das Zeichen von gleichen oder ähnlichen Waren oder Dienstleistungen anderer Unternehmen unterschieden werden können (§ 32 Abs. 2 Nr. 3 und 4 MarkenG).

## Geschichte

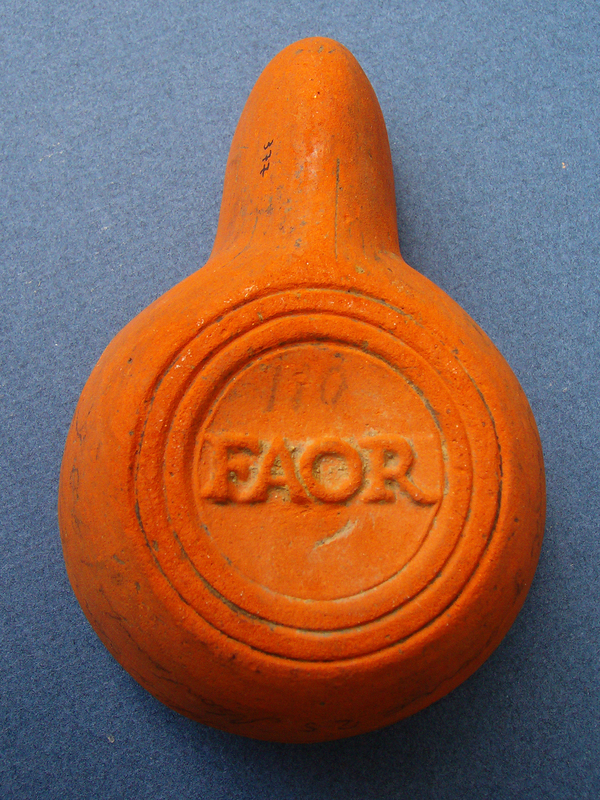
Römische Firmalampe mit Markenzeichen FAOR, 2. Jahrhundert n. Chr.

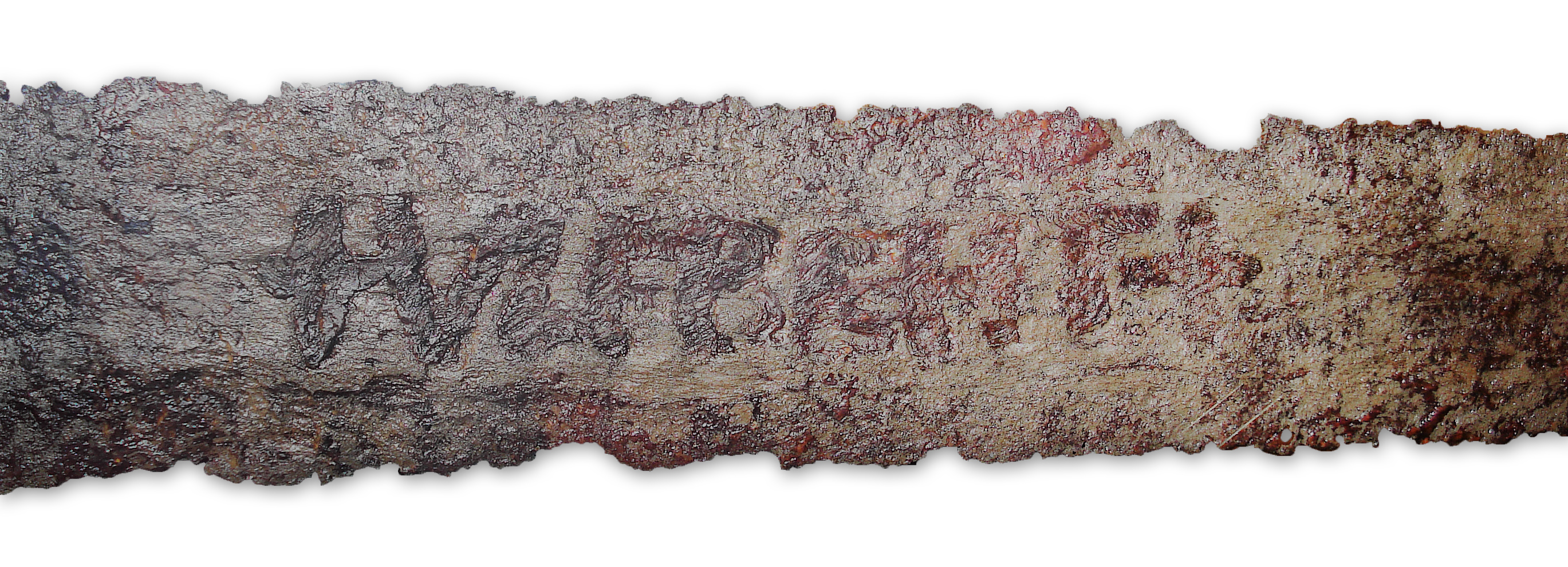
Ulfberht-Schwert mit Schriftzug aus dem 9. Jahrhundert im Germanischen Nationalmuseum

Herkunftsbezeichnungen, Herstellerzeichen und Signets im Sinne der Handelsmarke sind schon seit der griechischen Antike bekannt und finden sich auf Töpferwaren, wie beispielsweise römischen Firmalampen, oder Figuren, die vornehmlich als Exportartikel produziert wurden. Sie dienten und dienen der Qualitäts- und Originalitätssicherheit der Käufer des vertreibenden Handelshauses und deren Partnern. Die gleiche Funktion hatten auch Siegel, die Gefäße und Säcke verschlossen, und die ebenfalls zu den Vorfahren der „Marke“ zählen.
Aus der Antike sind bereits Siegel und Abzeichen, oder einfach das Benutzen bestimmter Formen von Verpackungen und Behältnissen, bekannt, die die Herkunft und Zugehörigkeit bestimmter Produkte zu bestimmten Werkstätten oder Herstellungsgebieten symbolisieren sollten. Welche Rechte und Pflichten damit verbunden waren, ist heute nur noch schwer feststellbar. Genau wie heute standen diese Zeichen aber für eine gewisse Qualität und wurden höchstwahrscheinlich auch schon gefälscht und nachgeahmt, um eine solche zu simulieren.
Auch bei den zahlreichen gefundenen frühmittelalterlichen, germanischen +VLFBERH+T-Schwertern (moderne Transkription: Ulfberht) des 8. bis 11. Jahrhunderts gehen die Archäologen von einer Art Markenartikel aus und wegen der zahlreichen Variationen der Inschrift, wie +VLFBERHT+ oder auch VLFBERH+T, ebenfalls von Fälschungsversuchen.
Aus dem Mittelalter sind die Zeichen und Signets von Handwerkern und Kunsthandwerkern bekannt, die mit diesen Herstellermarken auf Balken, Gemäuern und Gebrauchsgegenständen ihre Produktion markierten.
Eine weitere Wurzel ist im Bereich der Künste zu sehen. Seit der Renaissance wurde es üblich, dass Künstler ihre Werke nicht mehr namenlos fertigten, sondern sie signierten. Hier waren schon bald deutliche Profilbildungen erkennbar, nicht nur bezüglich handwerklichen Könnens, sondern auch bezüglich Stil, Kunstauffassung und ideologischem Standpunkt des Künstlers. Bald kam es zu regelrechten Verehrungen von Künstlerpersönlichkeiten. Sie gipfelten im Genie-Kult um 1800. Das Konzept, den Künstlernamen als Marke für künstlerische Autorschaft zu verwenden, ließ sich auf zahlreiche Kreativprodukte übertragen. Marken in diesem Sinne als Kennzeichnung künstlerischer Autorschaft sind heute auch im Design, in der Mode und für urheberrechtliche geschützte Werke anderer Art präsent.
Erst im 19. Jahrhundert begannen Händler, bislang in namenlosen Säcken beschaffte Produkte wie Lebensmittel mit einem Etikett zu versehen: die Ware wurde in einer Art „Händlerverpackung“ abgefüllt. Somit waren – zumindest im Lebensmittelbereich – die Handelsmarken die ersten Marken ihrer Zeit. Im Jahr 1887 wurde in Großbritannien die Pflicht zur Anbringung der Kennzeichnung Made in Germany mit dem Merchandise Marks Act eingeführt – allerdings nicht als Qualitätssymbol, sondern um britische Konsumenten vor der als minderwertig geltenden Konkurrenz aus Deutschland zu schützen.

## Wert einer Marke
Der Wert des immateriellen Monopolrechts einer eingetragenen Marke (Markenwert) bemisst sich danach, wie sehr sie den Absatz des Markeninhabers und seine Unternehmungen fördert. Als absatzfördernd gilt im Rahmen der Kundenbindung der Aufbau der Markentreue. Die entsprechende methodische Bewertung kann weder durch Experiment noch durch Messung festgestellt werden, ohne die Marke zu beschädigen. Ersatzweise sind detaillierte Bewertungsverfahren bekannt, die das Gesamtproblem in überschaubare Teilprobleme zerlegen. Eine experimentelle, aber in der Validität beschränkte Ersatzmethode ist das Experiment durch Aufbau einer neuen Marke in demselben Markt und das Messen entsprechenden Aufwandes.

## Markenformen

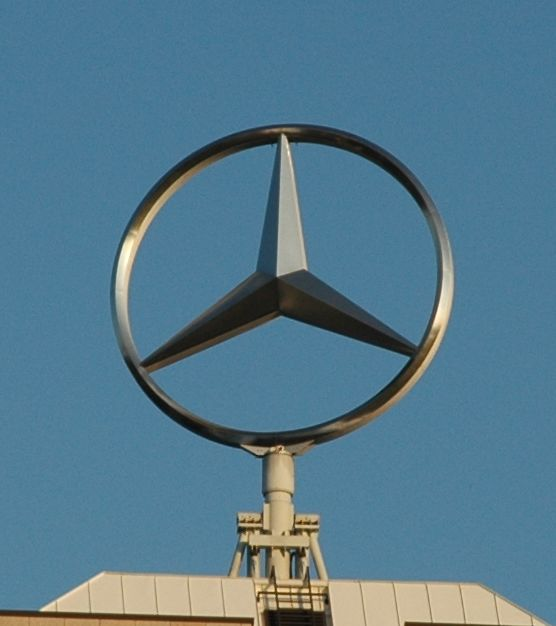
Bildmarke Mercedes-Stern

In § 3 Markengesetz werden verschiedene Markenformen wie folgt angesprochen:
„insbesondere Wörter einschließlich Personennamen, Abbildungen, Buchstaben, Zahlen, Klänge, dreidimensionale Gestaltungen einschließlich der Form einer Ware oder ihrer Verpackung sowie sonstige Aufmachungen einschließlich Farben und Farbzusammenstellungen“.
In § 6 Markenverordnung werden folgende Markenformen genannt:
- Wortmarke
- Bildmarke
- Dreidimensionale Marke
- Farbmarke
- Klangmarke
- Positionsmarke
- Kennfadenmarke
- Mustermarke
- Bewegungsmarke
- Multimediamarke
- Hologrammmarke
- Sonstige Marke

Wortmarken, Bildmarken und Wort-Bild-Marken sind die häufigsten Markenformen. Wort-Bild-Marken werden in § 6 Markenverordnung nicht ausdrücklich genannt. Sie werden zusammen mit Bildmarken in § 8 behandelt, weil für beide Markenformen dieselben Vorschriften gelten.
Beispiele für sonstige Marken sind haptische Marken (Tastmarken) und Geruchsmarken.

## Geographisch definierte Gebiete als Objekte des Markenschutzes
Objekte des Markenschutzes können auch die Gesamtheit der Produkte und Dienstleistungen in einem Gebiet bzw. eine näher zu bestimmende Teilmenge solcher Produkte und Dienstleistungen sein, aber auch die Region selbst. Zu beachten ist, dass die Wahl des Namens eines Ortes oder einer Region für ein durch „irgendwen“ unterbreitetes Angebot juristisch nicht abgewehrt werden kann.

### Beispiel Seiffen/Erzgeb.
Die Gemeinde Seiffen/Erzgeb. war bereits vor der Einführung des bundesdeutschen Urheber- und Markenrechts als Zentrum der Herstellung hochwertiger Erzgebirgischer Volkskunst weltweit bekannt. Noch in den 1990er Jahren wurde von den Produzenten der im deutschen Teil des Erzgebirges hergestellten Waren keine Notwendigkeit gesehen, ihre Kunstwerke markenrechtlich zu schützen. Das änderte sich in den 2000er Jahren vor allem durch das Auftreten eines Emsländers, der einen leerstehenden Laden in Seiffen anmietete und von dort aus zu relativ günstigen Preisen in China hergestellte Volkskunst im Erzgebirgsstil anbot. Der Emsländer verfügte über das Wissen darüber, wie man das Aussehen von Teilen der Produkte so ändert, dass „Plagiat“-Vorwürfe vor Gericht nicht zum Erfolg führen würden, und wandte dieses Wissen von Seiffen aus an.
Nach und nach lernten die Produzenten in Seiffen, dass sie einen rechtlichen Schutz gegen solche Praktiken benötigten, wenn die traditionellen, von Hand gefertigten hochwertigen Handwerksprodukte konkurrenzfähig bleiben sollten. Einen solchen Schutz stellt die Wort-Bild-Marke „Original Erzgebirgische Volkskunst“ dar, deren Anbringung an einer Ware dem Kunden signalisieren soll, dass er garantiert keinen „Ramsch“ erwirbt.

### Beispiele „Weltkulturerbe Semmeringbahn®“ und „Weltkulturerbe Wachau®“
An der Semmeringbahn (Welterbe seit 1998) und in der Wachau (Welterbe seit 2000) wurden die Schutzmarken Welterbe Semmeringbahn® und Welterbe Wachau® am Beginn einer Kampagne der Schutz der genannten Marken als Instrument eingesetzt, den beiden Schutzobjekten zur Verleihung des Welterbe-Status zu verhelfen. Weitreichenden Schutz erhielten die beiden Objekte durch den Erfolg der Kampagne.
Die Wichtigkeit der Erlangung des Welterbe-Status wird durch das Handbuch „Erstellung von Welterbe-Nominierungen“ deutlich. Diesen Status sollen nur Güter erhalten, die einen „außergewöhnlichen universellen Wert“ besitzen. Anerkannte derartige Güter riskieren den Verlust ihres Welterbe-Status, wenn sie nicht die Auflagen der UNESCO erfüllen (vgl. den Fall der „Kulturlandschaft Dresdner Elbtal“).
Graphisch wird die genannte Aufnahmevoraussetzung in die Menge der Welterbestätten in dem Handbuch in Form einer Pyramide dargestellt, deren Spitze die Güter enthält, auf die die obige Charakterisierung zutrifft. Güter niedrigeren Ranges können durch andere Maßnahmen geschützt werden, wie Stätten mit „bloß“ nationaler Bedeutung. Der Begriff „Wert“ ist aus der Sicht von Denkmal- und Landschaftsschützern nicht in erster Linie ökonomisch, d. h. durch einen Preis definiert. Dadurch wird ein zusätzlicher Schutz durch Schutzmarken – mit primär ökonomischen Schutzzielen – bei Welterbestätten nicht überflüssig.
Inhaberin der Rechte an den Schutzmarken „Weltkulturerbe Semmeringbahn®“ und „Weltkulturerbe Wachau®“ ist die „Alliance for Nature“. Ihr sei es nach eigenen Angaben bei ihren Aktivitäten und ihrer Öffentlichkeitsarbeit darum gegangen, „die erste Hochgebirgsbahn der Welt mit ihrer landschaftlichen Umgebung zwischen Gloggnitz in Niederösterreich und Mürzzuschlag in der Steiermark sowie die außergewöhnliche Natur- und Kulturlandschaft zwischen Melk und Krems mit der freifließenden Donau“ durch Erlangung des Welterbe-Status optimal zu schützen. Die „Alliance“ benutzte den Schutzstatus der Semmeringbahn vor der Erlangung des Welterbe-Status beider Schutzobjekte als Instrument in ihrem Kampf gegen den Semmering-Basistunnel, den die „Alliance“ bereits 1992 aufgenommen hatte.

### Beispiel Hallstatt
Die Marktgemeinde Hallstatt im oberösterreichischen Salzkammergut ließ „Hallstatt“ als europaweit geschützte Wort-Bild-Marke registrieren. Die Wirkung dieser Marke liegt darin, dass nur auf Angeboten, die im Interesse der Marktgemeinde liegen, diese Marke platziert werden darf. Aus deren Fehlen können potenzielle Kunden schlussfolgern, dass das betreffende Angebot nicht im Interesse der Gemeinde liegt.
Die Region Kulturlandschaft Hallstatt–Dachstein/Salzkammergut wurde 1997 zum UNESCO-Welterbe erhoben. Waren, die in Hallstatt produziert wurden, und Dienstleistungen, die dort erbracht werden, können durch das Instrument des Markenschutzes vor allem davor geschützt werden, dass Ortsfremde als „Trittbrettfahrer“ versuchen, aus dem Welterbe-Status der Gemeinde Gewinn zu erzielen, indem sie ihre eigenen Produkte und Dienstleistungen mit dem hohen Ansehen Hallstatts missbräuchlich in Verbindung bringen. Alle dortigen Produzenten und Dienstleister können versuchen, von der Abwehr Ortsfremder zu profitieren. Allerdings behält sich der Ort Hallstatt vor, diesen Schutz solchen in Hallstatt produzierten Waren und angebotenen Dienstleistungen zu verweigern, die nicht zu dem zu schützenden Image des Ortes passen. Darüber, ob dies im Einzelfall zutrifft, entscheidet der Rat der Gemeinde Hallstatt.
Auch kann mit Hilfe des Markenrechts versucht werden, den betreffenden Ort selbst durch Lenkung des Käuferverhaltens zu schützen. Die Grenze des Verfahrens besteht darin, dass „der Kunde selbst in der Lage ist [genauer: sein muss] sich für oder gegen Produkte oder Dienstleistungen aus Hallstatt und dem Salzkammergut zu entscheiden.“
Durch die genannte, seit 2019 praktizierte Strategie soll und will die Marktgemeinde Hallstatt eine „Themenführerschaft“ in Sachen „Bewahrung des mit dem Welterbe-Status verbundenen Wettbewerbsvorteils“ erwerben und behalten.

## Weg zum Markenschutz

### Eintragungsverfahren (national)
In erster Linie entsteht der Markenschutz durch die Eintragung der Marke oder, vor allem vor dem oben genannten Gesetz, des Warenzeichens. In vielen Staaten wie Deutschland, Österreich, der Schweiz und Liechtenstein regeln dies nationale Patentämter. Im Einzelnen sind dies das Patent- und Markenamt (DPMA) in München, das Patentamt in Wien, das Eidgenössische Institut für Geistiges Eigentum in Bern und das Amt für Volkswirtschaft (AVW), Fachbereich Immaterialgüterrechte in Vaduz. Nahezu sämtliche Staaten der Welt verfügen über ähnliche Einrichtungen und haben ähnliche Vorschriften, die die Eintragung von Marken vorsehen. Diese nationalen Marken gelten jeweils nur für ein Land. Internationale oder europäische Marken sind gemäß der Pariser Übereinkunft, und dem Madrider Abkommen bei der Europäischen Patentorganisation einzutragen.
Es gibt unterschiedliche Wege zur Entstehung des Markenschutzes. Eine Marke kann durch Benutzung entstehen, sofern die Marke Verkehrsgeltung erworben hat (Benutzungsmarke, § 4 Nr. 2 MarkenG). Dies ist dann der Fall, wenn ein erheblicher Teil der Abnehmer der von der Marke beanspruchten Waren und Dienstleistungen diese Marke einem Unternehmen zuordnen. Darüber hinaus kann auch durch eine notorische Bekanntheit der Marke Markenschutz entstehen (Notorietätsmarke, § 4 Nr. 3 MarkenG).
Den überwiegenden Teil der Marken in Deutschland stellen die Registermarken (Registermarke, § 4 Nr. 1 MarkenG) dar, da es sehr aufwändig ist, Verkehrsgeltung oder notorische Bekanntheit für eine Marke zu erzielen. In der Regel sind Benutzungsmarken nur bei Waren oder Dienstleistungen anzutreffen, die ein sehr kleines, spezielles Publikum ansprechen, beispielsweise im Spezialmaschinenbau. Die Registermarke, auf die im Folgenden eingegangen wird, ist ein förmliches, absolutes Immaterialgüterrecht.

### Markenrecherchen

#### Grundsätze
Vor der Markenanmeldung und -eintragung obliegt es dem Markenanmelder, dafür Sorge zu tragen, dass die neue Marke keine Rechte anderer Marken verletzt, um die Übereinstimmungen von Silben oder ganzer Wortbestandteile neuer Namen mit bereits registrierten Kennzeichen zu vermeiden. Andernfalls können Markeninhaber bereits bestehender und damit prioritätsälterer Marken Widerspruch einlegen. Im markenrechtlichen Sinne spricht man in diesem Fall dann von „Kollisionen“.
- Ist die neue Marke noch verfügbar?
- Ist die Erlangung des Markenschutzes für die neue Marke realistisch?
- Verletzt die neue Marke Schutzrechte Dritter?
- Können mögliche Angriffe auf die neue Marke abgewehrt werden?
- Wer sind die potenziellen Gegner, mit denen sich die neue Marke und deren Vertreter bei kennzeichenrechtlichen Streitigkeiten auseinandersetzen muss?

Recherchen können über Suchmaschinen und Marken-Datenbanken erfolgen. Oft werden Patent- oder Markenanwälte und spezialisierte Rechercheunternehmen damit beauftragt.
Allgemein wird bei Marken zwischen zwei Recherchearten unterschieden zwischen Identitätsrecherchen und Ähnlichkeitsrecherchen. Erstere klärt, ob die neue Marke in identischer Form für die gleichen oder ähnlichen Waren oder Dienstleistungen schon von Mitbewerbern angemeldet und vom entsprechenden Markenamt registriert wurde. Identität bedeutet in diesem Fall absolute Identität, das heißt, Coca-Cola ist gleich Coca-Cola und nur Coca-Cola und nicht Koka Kola.
Ähnlichkeitsrecherchen prüfen, ob die neue Marke bei den relevanten Markenämtern in ähnlicher Form für gleiche oder ähnliche Waren oder Dienstleistungen schon angemeldet wurde und entsprechender Markenschutz besteht. Ähnlichkeit bedeutet in diesem Fall optische oder klangliche Ähnlichkeit, z. B. adidas ist ähnlich abibas und adi dash. Bei der Ähnlichkeitsrecherche wird im Normalfall auch die Identität geprüft. Professionelle Ähnlichkeitsrecherchen nutzen entsprechende Algorithmen, um schriftbildliche und phonetische Ähnlichkeiten mit älteren Schutzrechten zu ermitteln.

#### Durchführung
Bevor mit einer Recherche begonnen wird, müssen folgende Fragen geklärt werden:
- Welche Rechercheart wird für die neue Marke benötigt?
- Für welche Länder oder Wirtschaftsräume soll für die neue Marke Kennzeichenschutz erlangt werden?
- Für welche Waren- und Dienstleistungsklassen soll der Markenschutz gelten?

Die Rechercheart ergibt sich in erster Linie aus der neuen Marke oder dem Begriff selbst. Grundsätzlich gilt, je beschreibender der Begriff ist (z. B. „Online-Lexikon“), desto mehr wird die Identitätsrecherche angeraten. Je generischer der Begriff ist (z. B. „Wikipedia“), desto sinnvoller ist die Ähnlichkeitsrecherche. Die Länder und Wirtschaftsräume, in denen die neue Marke später benutzt werden soll, determinieren die abzuprüfenden Datenbanken und -quellen.
Für die Eintragung von Marken ist es auch wichtig, für welche Waren und Dienstleistungen der Markenschutz erlangt werden soll. Hierfür dient die internationale Markenklassifikation (Nizza-Klassifikation), die die verschiedenen Waren- und Dienstleistungsarten in insgesamt 45 Klassen untergliedert. Das Angebot, das mit der neuen Marke benannt werden soll, bestimmt insofern die Klassen, für die der Schutz erlangt werden soll.
Beispiel: Entwickelt ein Bekleidungsunternehmen eine neue Marke, so ist der Markenschutz zunächst für Klasse 25 anzustreben. Will man später weitere Produkte wie Schuhe, Uhren oder Brillen unter dem Markennamen vertreiben, muss der Schutz auf die Klassen dieser Produkte ausgedehnt werden.

### Eintragungsverfahren (Deutschland)
Grundlage zur Erlangung des Markenschutzes durch eine Registermarke ist ein Antrag, der beim DPMA einzureichen ist. Dieser Antrag muss Angaben enthalten, die es erlauben, die Identität des Anmelders festzustellen, sowie eine Wiedergabe der Marke und eine Angabe der Waren oder Dienstleistungen, für die die Eintragung beantragt wird (§ 32 Abs. 2 MarkenG, siehe Markenklassifikation). Ist der Antrag mit den genannten Angaben beim DPMA eingegangen, so wird ein sogenannter Anmeldetag begründet (§ 33 Abs. 1 MarkenG). Dieser Anmeldetag bestimmt den Zeitrang der Anmeldung. Dieser Antrag kann zwar zunächst formlos eingereicht werden, jedoch verlangt das DPMA die Verwendung des entsprechenden Formulars, das nachgereicht werden kann (§ 2 Abs. 1 MarkenG). Für den Zeitrang kommt es jedoch auf den Antrag, nicht auf das Formular an. Steht der Anmeldetag der Marke fest, so wird diese Anmeldung veröffentlicht (§ 33 Abs. 3 MarkenG).
Anschließend beginnt die Prüfung auf absolute Schutzhindernisse beim DPMA. Sie sind in § 3, § 8 und § 10 MarkenG definiert. Im Wesentlichen wird hierbei geprüft, ob das als Marke angemeldete Zeichen überhaupt geeignet ist, Waren oder Dienstleistungen eines Unternehmens von denjenigen anderer Unternehmen zu unterscheiden (Unterscheidungseignung, § 3 MarkenG), ob das Zeichen grafisch darstellbar ist (§ 8 Abs. 1 MarkenG), ob das Zeichen für die beanspruchten Waren oder Dienstleistungen unterscheidungskräftig ist (§ 8 Abs. 2 Nr. 1 MarkenG), sowie ob ein Freihalteinteresse an dem Zeichen für Mitbewerber besteht (§ 8 Abs. 2 Nr. 2 MarkenG).
Darüber hinaus darf die Marke nicht ausschließlich aus Zeichen oder Angaben bestehen, die im allgemeinen Sprachgebrauch zur Bezeichnung der Waren oder Dienstleistungen üblich geworden sind (§ 8 Abs. 2 Nr. 3 MarkenG). Außerdem werden Marken nicht eingetragen, die zu einer notorisch bekannten Marke mit älterem Zeitrang ähnlich oder mit ihr identisch sind (§ 10 MarkenG). Führt diese Prüfung zu keinen Beanstandungen, wird die Marke in das Markenregister eingetragen. Die Gebühr für eine Markeneintragung beträgt in Deutschland 300 Euro, nicht zu verwechseln mit der Verlängerungsgebühr, siehe Schutzdauer.
Ist eine Marke im Markenregister eingetragen, darf sie vom Markeninhaber mit dem Symbol ® (von englisch registered trade mark = eingetragene Waren- oder Dienstleistungsmarke) neben der Marke gekennzeichnet werden. Es besteht aber keine Pflicht zu dieser Kennzeichnung.

### Eintragungsverfahren (international)
Auf internationaler Ebene existieren seit 1883 die Pariser Verbandsübereinkunft (PVÜ), in der wesentlich einheitliche Regeln für Patente und Handelsmarken vereinbart sind und seit 1891 das Madrider Abkommen (MMA), das Vereinbarungen über die internationale Registrierung von nationalen Marken trifft.
Nach dem sogenannten Madrider System, benannt nach dem Madrider Abkommen und dem Protokoll zum Madrider Abkommen, können international registrierte Marken (IR-Marken) erlangt werden. Die dafür zuständige Weltorganisation für Geistiges Eigentum (WIPO) in Genf erteilt dabei ein Bündel von IR-Marken, die in ihrem Schutzumfang den nationalen Marken gleichstehen.

### Eintragungsverfahren (europäisch)
Durch die europäische Gemeinschaftsmarkenverordnung der Mitgliedsstaaten der EU wurde das EU-Amt für geistiges Eigentum in Alicante gegründet. Dieses ist für die Erteilung von Gemeinschaftsgeschmacksmustern und Unionsmarken zuständig, die in allen EU-Mitgliedstaaten gelten. Der administrative Aufwand einer Anmeldung ist vergleichbar mit der nationalen Eintragung.

### Eintragungsverfahren (angloamerikanisch und russisch)
Im Gegensatz zum mitteleuropäischen, deutschsprachigen Raum gibt es im Angloamerikanischen eine Vorstufe mit Rechtsstatus der Eintragung: zum einen für Waren die Unregistered Trade Mark (TM) und für Dienstleistungen die Service Mark (SM). Der gleichwertige Eintrag in beiden Hemisphären von Marken ist dann die Registered Trade Mark, deren Zeichen das Registriert-Zeichen ® („R“ im Kreis) ist.
Ein weiterer Unterschied besteht aber auch bei den bearbeitenden Institutionen. Beide Einrichtungen, im Vereinigten Königreich das Intellectual Property Office (United Kingdom) (IPO), in Newport ansässig, sowie in den USA das United States Patent and Trademark Office (PTO oder USPTO) in Alexandria, haben zusätzlich den Schutz Geistigen Urheberrechts zur Aufgabe.
Ähnlich wie in angloamerikanischen Institutionen erfolgt in der Russischen Föderation die Eintragung von Markenrechten zusammen mit Patenten und dem Geistigen Urheberrecht. Die betreffende Registratur ist hier der „Föderative Dienst Geistiger Urheberschaft“ (Роспатент-RussPatent). Auch die vergebenen Bezeichnungen entsprechen den drei angloamerikanischen Äquivalenten TM, SM und ®.

### Markenüberwachung
Eine Markenüberwachung ist die systematische und permanente Beobachtung der relevanten Markenregister nach möglichen Kollisionsmarken.

„Auch wenn die Marke erfolgreich eingetragen wurde und keine Hindernisse der (zukünftigen) Benutzung entgegenstehen, ist der Markeninhaber noch längst nicht am Ende und sein Anwalt brotlos. Auch jetzt lauern noch vielfältige Gefahren, die den Wert der Marke zunichte machen können“

Seit dem Jahr 2000 wurden allein in Deutschland jedes Jahr im Schnitt knapp 70.000 neue Marken beim DPMA angemeldet. Somit ist die Wahrscheinlichkeit recht hoch, dass neu angemeldete Marken gegen Schutzrechte anderer bereits registrierter und damit prioritätsälterer Marken verstoßen. Hinzu kommt, dass das Amt nicht prüft, ob es bereits gleiche oder ähnliche Marken anderer Markeninhaber in gleichen oder ähnlichen Waren- und Dienstleistungsklassen gibt.
Die bewusste oder unbewusste Identität oder Ähnlichkeit zu bestehenden Marken führt zu Bedrohungen wie Nachahmung, Markenpiraterie, Verballhornung, Verunglimpfung, Bootlegging, Verwässerung oder Verwechslung.

### Widerspruchs- und Löschungsverfahren
Nachdem die Eintragung der Marke im Markenblatt  veröffentlicht worden ist, können Inhaber von eingetragenen Marken, Benutzungsmarken oder geschäftlichen Bezeichnungen (Unternehmenskennzeichen und Werktitel)  mit älterem Zeitrang innerhalb von drei Monaten Widerspruch gegen die Eintragung der jüngeren Marke erheben (§ 42 MarkenG) und relative Schutzhindernisse geltend machen. Der Widerspruch ist schriftlich zu erheben, muss aber nicht begründet werden. Notwendig ist lediglich, dass die angegriffene Marke, das Widerspruchskennzeichen (also die Marke oder die geschäftliche Bezeichnung mit älterem Zeitrang) sowie die Identität des Widersprechenden für das DPMA feststellbar sind. Diese Angaben können nach Ablauf der Dreimonatsfrist nicht nachgereicht werden. Hierzu soll ein Formblatt des DPMA verwendet werden (§ 29 Abs. 2, MarkenV).
Im Widerspruchsverfahren, das ein kursorisches, auf eine Vielzahl von Fällen ausgerichtetes, standardisiertes Verfahren ist, wird nun geprüft, inwieweit Identität (§ 9 Abs. 1 Nr. 1 MarkenG) oder Verwechslungsgefahr (§ 9 Abs. 1 Nr. 2 MarkenG) zwischen der jüngeren Marke und dem älteren Widerspruchskennzeichen besteht. Die Prüfung der Verwechslungsgefahr erfolgt für jede Ware oder Dienstleistung einzeln. Je ähnlicher die einzelnen Waren oder Dienstleistungen einander sind, desto unähnlicher müssen die Marken oder Kennzeichen sein und umgekehrt. Außerdem wird die Kennzeichnungskraft des Widerspruchskennzeichens, also seine Fähigkeit, bei identischen Waren oder Dienstleistungen vom Verkehr wiedererkannt zu werden, berücksichtigt. Als Folge daraus können Teile des Waren- und Dienstleistungsverzeichnisses der jüngeren Marke oder die gesamte jüngere Marke gelöscht werden.
Ein Widerspruch kann darauf gestützt werden, dass ein älteres, identisches oder verwechslungsfähiges Kennzeichen oder eine notorisch bekannte Marke entgegensteht (=relative Schutzhindernisse) oder dass die Marke für einen Agenten oder Vertreter des Markeninhabers angemeldet wurde. Wenn der Widerspruch auf eine ältere eingetragene Marke gestützt ist, so muss diese gemäß § 26 MarkenG auch rechtserhaltend benutzt worden sein, sofern der Inhaber der jüngeren Marke dies bestreitet, es sei denn, zwischen der Eintragung der älteren Marke und der Veröffentlichung der Eintragung der jüngeren Marke oder der Entscheidung über den Widerspruch liegt nur ein Zeitraum von weniger als fünf Jahren (Benutzungsschonfrist, § 43 Abs. 1 MarkenG).
Ferner kann die Marke nach ihrer Eintragung jederzeit mittels eines Löschungsverfahrens aus dem Register gelöscht werden. Löschungsgründe sind Verfall (§ 49 MarkenG), absolute Schutzhindernisse (§ 50 MarkenG), das heißt, die Marke selbst eignet sich nicht als Herkunftshinweis nach § 8 MarkenG, oder relative Schutzhindernisse (§ 51 MarkenG), also ältere Marken oder Kennzeichen. Bis zum 13. Januar 2019 konnte beim DPMA die Löschung nur wegen Verfalls § 53 MarkenG (in der Fassung vor Inkrafttreten des MaMoG) oder absoluter Schutzhindernisse § 54 MarkenG (in der Fassung vor Inkrafttreten des MaMoG) beantragt werden. Seit dem 14. Januar 2019 (§ 158 Abs. 6 MarkenG) kann nach § 53 sowohl der Antrag auf Erklärung des Verfalls nach § 49, der Antrag auf Erklärung der Nichtigkeit wegen absoluter Schutzhindernisse § 50 und nun auch der Antrag auf Erklärung der Nichtigkeit wegen älterer Rechte (§ 51) beim DPMA eingereicht werden. Bei den Zivilgerichten kann Klage auf Löschung wegen Verfalls oder Bestehens älterer Rechte erhoben werden § 55.

### Exkurs: Einrede der Nichtbenutzung
Der Inhaber der jüngeren Marke kann im Widerspruchsverfahren auch die Einrede der Nichtbenutzung erheben.
Grundsätzlich muss eine Marke rechtserhaltend benutzt werden, ansonsten kann sie wegen Verfalls nach § 49 MarkenG gelöscht werden. Aus einer für die betreffenden Waren oder Dienstleistungen nicht benutzten Marke können keine Rechte mehr geltend gemacht werden. In den ersten fünf Jahren nach Eintragung ist jedoch keine Benutzung zur Durchsetzung des Markenrechts erforderlich, vgl. § 26 MarkenG. Die Entfernung unbenutzter Marken aus dem Register ist sinnvoll, da geschützte Zeichen, wenn sie nicht mehr benötigt werden, der Allgemeinheit wieder zur Verfügung stehen sollen. Im Gegensatz zum Patent, das eine erfinderische Leistung belohnt, ist eine solche Leistung bei einer Marke nicht zu erkennen. Als Konsequenz daraus hat der Gesetzgeber die Benutzungspflicht vorgesehen, die jedoch nicht für junge Marken innerhalb der Benutzungsschonfrist gilt.
Wird im Löschungsverfahren die Benutzung nur für einige, jedoch nicht für alle Waren oder Dienstleistungen nachgewiesen, dann wird die Marke für die nicht benutzten Waren oder Dienstleistungen gelöscht und verbleibt mit denjenigen, für die die Benutzung nachgewiesen wurde. Somit verbleibt die Marke zwar im Register – schließlich kann das DPMA die Benutzung einer Marke nicht laufend kontrollieren – aber derjenige, der im Verletzungsverfahren aus der Marke in Anspruch genommen wird, kann die Einrede der Nichtbenutzung erheben, wodurch der Inhaber der älteren Widerspruchsmarke keine Rechte mehr geltend machen kann.
Wird im Widerspruchsverfahren vom Inhaber der jüngeren Marke die Einrede der Nichtbenutzung erhoben, so kann freilich der Widersprechende die Benutzung seiner Marke nachweisen. Der Widerspruch hat dann nur Erfolg, wenn dem Widersprechenden der Nachweis der Benutzung gelingt, was sich im Einzelfall als schwierig herausstellen kann. In der Praxis ist es daher für einen Markeninhaber überaus sinnvoll, alte Verpackungen seiner Waren sowie die dazugehörigen Rechnungen und Lieferscheine – auch über die gesetzlichen, insbesondere steuerrechtlichen Aufbewahrungsfristen hinaus – aufzubewahren. Es muss eine direkte erkennbare Verknüpfung der Marke mit der Ware oder Dienstleistung zu erkennen sein, beispielsweise als sichtbare Aufschrift oder als konkrete Produktbeschreibung innerhalb einer Rechnung. Der gemeinsame Abdruck der Ware mit dem Markennamen in einer Broschüre ohne direkte Verknüpfung bietet jedoch Schwierigkeiten bei der Glaubhaftmachung. Die Benutzung muss klar auf Zeitabschnitte und Regionen bezogen sein; ein Nachweis, „europaweit in den letzten vier Jahren x Stück verkauft zu haben“, ist zu unpräzise. Zum Nachweis sind nach § 43 auch eidesstattliche Versicherungen zugelassen.

## Einzelne Schutzhindernisse (Beispiele)
- Rein beschreibende Zeichen sind nicht zulässig, da durch sie keine Unterscheidung der Waren oder Dienstleistungen erreicht wird (mangelnde Unterscheidungskraft) und sie darüber hinaus von Wettbewerbern zur Beschreibung ihrer Produkte benötigt werden (Freihaltebedürfnis). Eine Marke Benzin kann also nicht für Kraftstoffe angemeldet werden. Dagegen ist es möglich, die Bezeichnung Benzin für Kleidung zu verwenden, da das Wort „Benzin“ keine beschreibende Angabe für diese Waren darstellt. Eine Ausnahme bilden in der deutschen Rechtsprechung Marken, die über alle Maßen bekannt sind (Beispiel Telekom). Obwohl „Telekom“ glatt beschreibend für den Sektor der Telekommunikation sein dürfte, kann die Marke für diesen Bereich aufgrund ihrer Bekanntheit Schutz beanspruchen. Daneben kann aus diesen Marken auch gegen die Benutzung für Waren oder Dienstleistungen vorgegangen werden, die mit den Waren beziehungsweise Dienstleistungen der bereits eingetragenen Marke nicht verwechselbar sind, wenn die Verwendung wegen des Imagetransfers von der berühmten Marke unlauter ist (das Benennen einer Hose mit „Telekom“ könnte beispielsweise problematisch sein).
- Marken, die staatliche Hoheitszeichen oder Zeichen internationaler zwischenstaatlicher Organisationen wie dem Roten Kreuz enthalten, sind nicht eintragungsfähig.

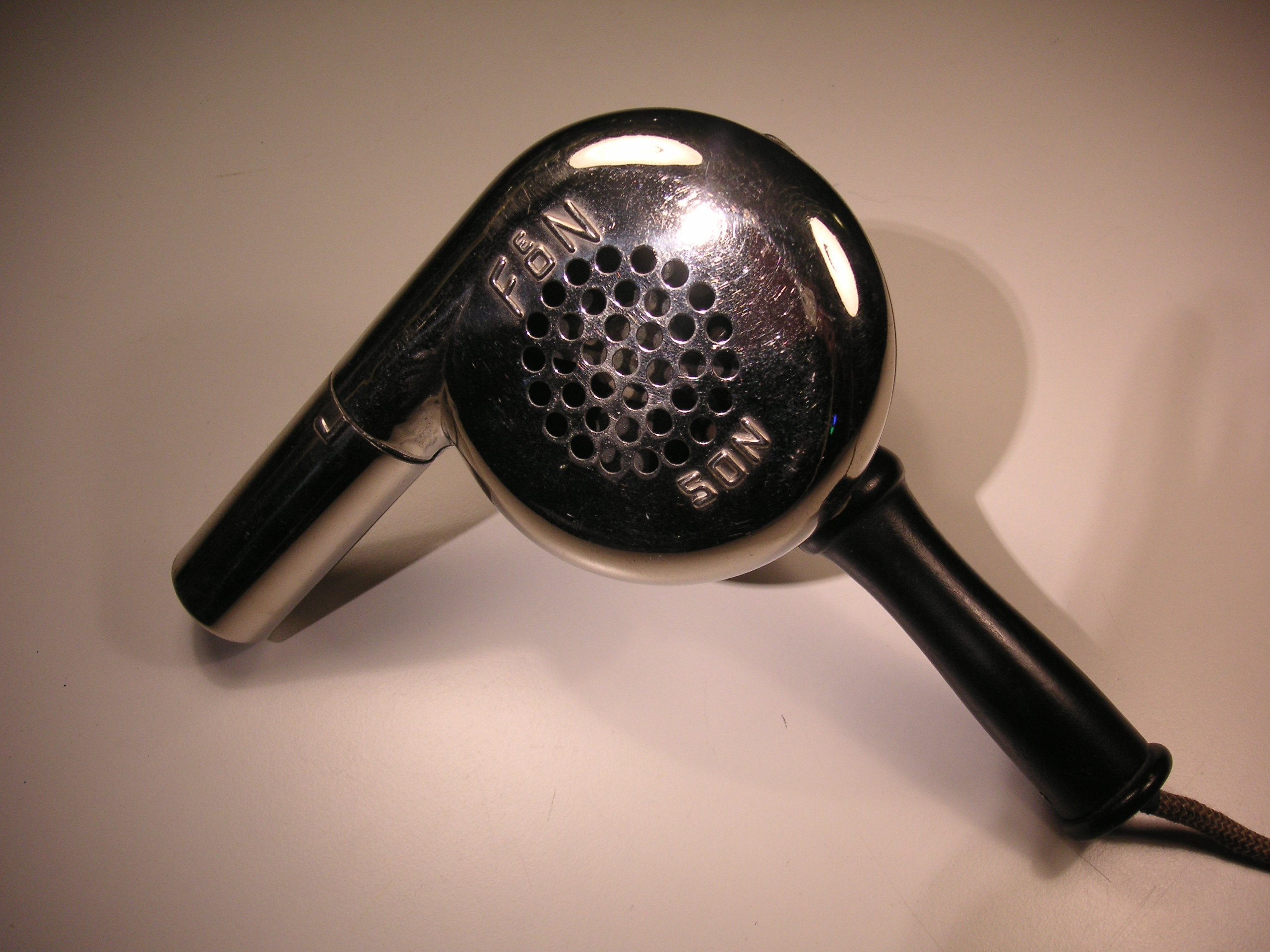
Haartrockner Foen

- Haartrockner FoenEinen besonderen Fall stellen auch Zeichen dar, die umgangssprachlich einen Gattungsbegriff darstellen. Bekannte Beispiele sind Tempo, Zewa, Föhn, Nutella, Tesa / Tixo, Uhu, Gripzange, Thermoskanne oder Jeep. Solche Begriffe können ihren Markenschutz verlieren, da das Zeichen die Herkunftsfunktion der Marke nicht mehr erfüllt, wenn die Verbraucher nicht konsequent auf die Eigenschaft als Marke hingewiesen werden. Mithin ist der Markeninhaber besonders in diesen Fällen gezwungen, seine Marke konsequent durchzusetzen und damit dem Nichtberechtigten die Benutzung der Marke zu untersagen. Da in der Regel große Konzerne Marken mit einem solchen Bekanntheitsgrad besitzen, die dann gezwungen sind, gegen kleinere Unternehmen vorzugehen, ergeben sich hier oft Fälle mit großer Medienbeachtung.
  - Beispiel 1: Sony verlor den Markenschutz für seinen Walkman in Österreich.
  - Beispiel 2: „Lotto“ ist ein Gattungsbegriff für Zahlenglücksspiele und keine Marke,[20] auch nicht „Gelbe Seiten“.
  - Beispiel 3: Die Deutsche Börse weist in ihren Veröffentlichungen permanent darauf hin, dass der DAX eine eingetragene Marke ist. Damit verdeutlicht sie dem Publikum, dass DAX ein „Produkt“ aus einem bestimmten „Herstellungsbetrieb“ ist, und verhindert so ein „Verkommen“ des Begriffs „DAX“ zum Gattungsbegriff.
  - Beispiel 4: Damit Google nicht Gefahr läuft, ein Gattungsbegriff für Suchmaschinen zu werden, wurde das erstmals 2004 im Wörterbuch verzeichnete Verb googeln im Jahr 2006 auf „mit Google im Internet suchen“ eingegrenzt.
  - Beispiel 5: Die Marke law blog ist für einen juristischen Blog nicht eintragungsfähig.[21]
- Die früher nur bei Verkehrsgeltung erlaubten, nicht aussprechbaren Buchstabenkombinationen (bekannt sind beispielsweise die Marken 4711, BMW) können in der Praxis heute ohne Probleme eingetragen werden. Auch Einzelbuchstaben sind im Einzelfall möglich.

## Rechte aus einer Marke (Markenschutz)
Der Markeninhaber hat gegen einen Verletzer einen Unterlassungsanspruch gegen die kennzeichenmäßige Benutzung der Marke, sofern das verwendete Zeichen mit der eingetragenen Marke identisch oder verwechselbar ähnlich ist und das Zeichen für identische oder ähnliche Dienstleistungen oder Waren verwendet wird, für die die Marke eingetragen ist (umgangssprachlich „Markenpiraterie“). Vom Verletzer kann Unterlassung, Beseitigung durch Vernichtung der widerrechtlich mit der Marke versehenen Waren oder zumindest Entfernung der Marke, Auskunft über den Umfang der Benutzung und Schadensersatz verlangt werden. Der Schadensersatz kann auf drei verschiedene Weisen berechnet werden: Der Markeninhaber kann Zahlung einer angemessenen Lizenzgebühr, Herausgabe des Verletzergewinns oder Ersatz der eigenen Mindereinnahmen verlangen. Auf Antrag (vgl. Strafantrag) des Verletzten wird auch eine strafrechtliche Verfolgung eingeleitet.
Wenn Rechte aus der eingetragenen Marke geltend gemacht werden, so muss diese auch benutzt sein, es sei denn, die Marke befindet sich noch in der Benutzungsschonfrist nach § 26 MarkenG von fünf Jahren, die nach Eintragung beginnt.
Gemäß § 4 Satz 1 MarkenG entsteht der Markenschutz durch die Eintragung eines Zeichens als Marke in das vom Patentamt geführte Register. Daher kann sich die Öffentlichkeit darüber informieren, welche Kennzeichen geschützt sind und welche nicht. Hierzu führt das Deutsche Patent- und Markenamt ein öffentlich zugängliches Register, in dem alle bibliografischen Daten, auch der Namen des Markeninhabers, hinterlegt sind.
Die Frage der Akteneinsicht bei Markenanmeldungen (also noch nicht eingetragenen Marken) wurde zuletzt in der BGH-Entscheidung vom 10. April 2007, I ZB 15/06 behandelt. Demnach wird zwischen dem berechtigten Interesse des Antragstellers und dem Geheimhaltungsinteresse (darunter fällt auch das Recht auf informationelle Selbstbestimmung) des Anmelders abgewogen. Der Markenanmelder hat die Gründe darzulegen, die gegen eine Akteneinsicht sprechen.

### Schutzdauer
Die Schutzdauer ist grundsätzlich nicht beschränkt. In Deutschland, wie auch in Österreich und der Schweiz – hier erst seit dem 1. April 1993, alle davor angemeldeten Marken haben eine 20-jährige Schutzdauer – beträgt sie zwar ab dem Tag der Anmeldung zehn Jahre, kann aber gegen fristgerechte Zahlung einer Gebühr (in Deutschland 750 Euro) beliebig oft um weitere zehn Jahre verlängert werden. Der Markenschutz erlischt daher nur durch Nichtzahlung der Gebühr, durch Nichtbenutzung oder durch ein „Verkommen“ der Marke zum Gattungsbegriff.

### Übertragung und Übergang
Das Recht an einer Marke kann gemäß § 27 MarkenG auf einen anderen Inhaber übertragen werden oder im Wege der Rechtsnachfolge übergehen. Die Änderung der Inhaberschaft kann sich auf alle angemeldeten Waren und Dienstleistungen oder auch nur auf Teile davon beziehen. Die Eintragung des Inhaberwechsels beim Deutschen Patent- und Markenamt verursacht keine Gebühren. Wenn nur Teile übertragen werden, ist jedoch eine Gebühr in Höhe von 300 Euro zu zahlen.

## Zeichen in Unicode
| Zeichen | Unicode Codepunkt verlinkt auf den Unicodeblock | Bezeichnung/Beschreibung | Dezimal- code | HTML- Entität | LaTeX           | Tastatureingabe mit Belegung E1 |
| ------- | ----------------------------------------------- | --- | ------------- | ------------- | --------------- | ------------------------------- |
| ®       | U+00AE registered sign                          | Registriert-Zeichen | 0174          | &reg;         | \textregistered | – R                             |
| ™       | U+2122 trade mark sign                          | Trademark-Zeichen | 8482 (0153)   | &trade;       | \texttrademark  | – r                             |
| ℠       | U+2120 service mark                             | Service-Mark-Zeichen | 8480          |               |                 |                                 |
| 🅪       | U+1F16A raised mc sign                          | kanadisch-frankophones Zeichen „marque de commerce“                                                                           | 127338        |               |                 |                                 |
| 🅫       | U+1F16B raised md sign                          | kanadisch-frankophones Zeichen „marque déposée“                                                                               | 127339        |               |                 |                                 |
| 🅬       | U+1F16C raised mr sign                          | „marca registrada“, im spanischen und portugiesischen Sprachbereich gebräuchliches Zeichen für ein eingetragenes Warenzeichen | 127340        |               |                 |                                 |
| 🄮       | U+1F12E circled wz                              | Warenzeichen-Hinweissymbol | 127278        |               |                 |                                 |

Das Warenzeichen-Hinweissymbol 🄮 wird speziell in Wörterbüchern verwendet, um ein Wort als Warenzeichen zu kennzeichnen, ohne dabei eine Aussage über einen rechtlichen Status zu machen.